# Neoarcturus halei
Neoarcturus halei là một loài chân đều trong họ Holidoteidae. Loài này được Kensley miêu tả khoa học năm 1984.